# تطبيقات خاصة لوباء فيروس كورونا 2019–20

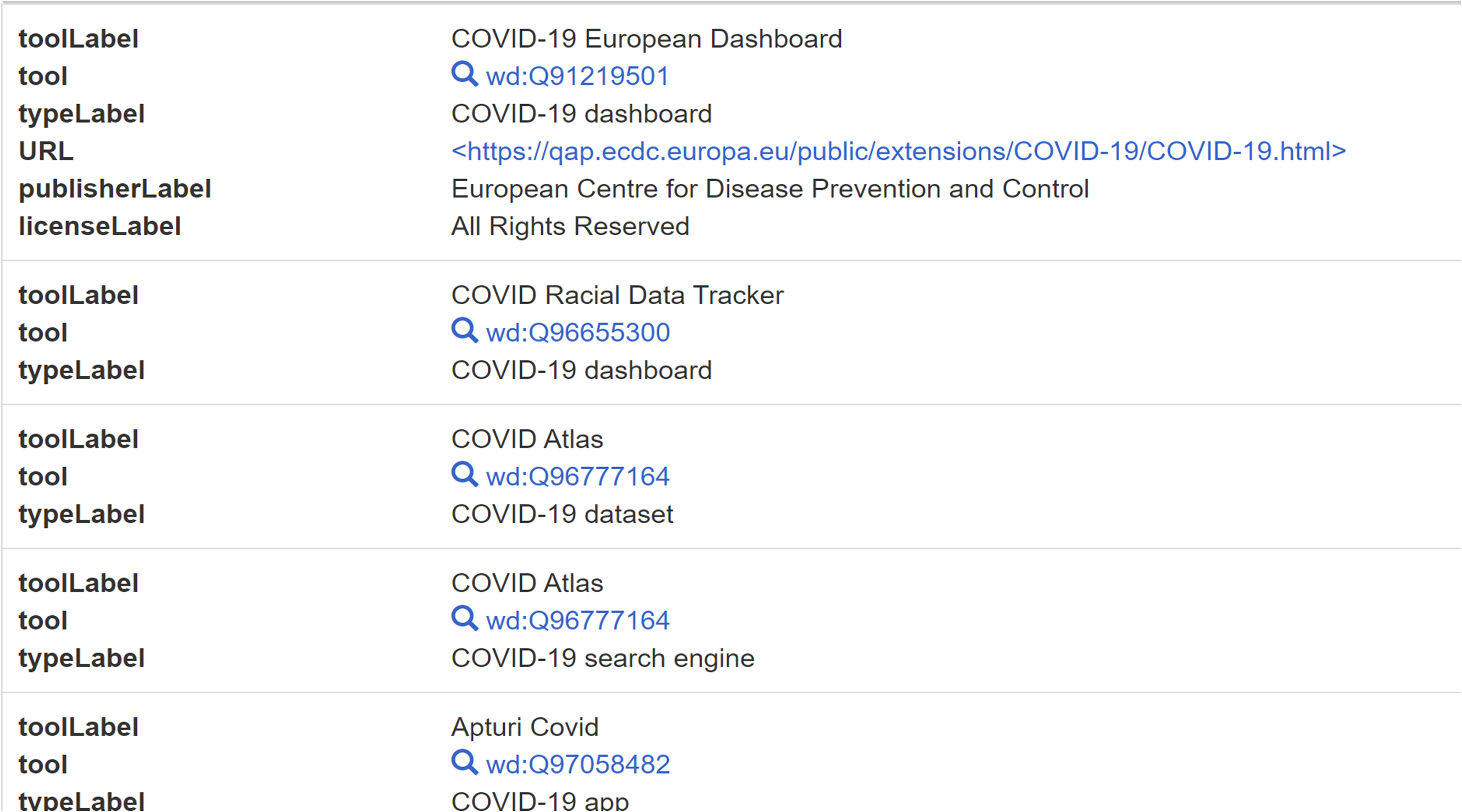
تطبيقات الخاصة بكورونا كوفيد 19

تطبيقات كوفيد-19 هي تطبيقات برمجية محمولة تستخدم لتتبع جهات الاتصال بشكل رقمي -أي عملية تحديد الأشخاص («جهات الاتصال») المخالطين المحتملين لفرد مصاب- نُشرت أثناء جائحة كورونا (كوفيد-19).
طُورت واقتُرحت مجموعة من التطبيقات لتتبع المخالطين، بدعم حكومي رسمي في بعض المناطق والولايات القضائية. وُضعت مجموعة من الأطر لإنشاء تطبيقات تتبع جهات الاتصال. أثيرت مخاوف بشأن الخصوصية، لا سيما بشأن الأنظمة التي تعتمد على تتبع الموقع الجغرافي لمستخدمي التطبيق.
تشمل البدائل الأقل تدخلًا استخدام إشارات البلوتوث لتسجيل قرب المستخدم من الهواتف المحمولة الأخرى (تسمح تقنية البلوتوث بتتبع مواقع الهواتف المحمولة). في 10 أبريل عام 2020، أعلنت شركتا غوغل وأبل بشكل مشترك دمج الجهود لدعم مثل هذه التطبيقات المستندة إلى البلوتوث مباشرةً في نظامي التشغيل أندرويد وآي أو إس. أصبح التطبيق الهندي، أروغيا سيتو، لتتبع المخالطين لمرضى كوفيد-19 التطبيق الأسرع نموًا في العالم -متغلبًا على بوكيمون غو- بـ50 مليون مستخدم خلال أول 13 يومًا من إصداره.

## الهدف
يعد تتبع المخالطين أداة مهمة في السيطرة على الأمراض المعدية، ولكن مع تزايد عدد الحالات، يصبح من الصعب السيطرة عليها نتيجة القيود الزمنية. قد يكون التتبع الرقمي للمخالطين، خاصةً إذا نشر على نطاق واسع، أكثر فعالية من الطرق التقليدية لتتبع المخالطين. في نموذج مارس عام 2020 الذي طوره فريق كريستوف فريزر التابع لمعهد البيانات الضخمة بجامعة أكسفورد، سيتوقف تفشي فيروس كورونا في مدينة يبلغ عدد سكانها مليون شخص إذا شارك 80% من جميع مستخدمي الهواتف الذكية في استخدام نظام تتبع؛ في النموذج، ما يزال يُتوقع من كبار السن عزل أنفسهم بشكل جماعي، يُعفى الأفراد من غير كبار السن أو الذين لا تظهر عليهم أعراض من العزل ما لم يتلقوا تنبيهًا بأنهم معرضون لخطر الإصابة بالمرض. يؤيد البعض تشريعًا يعفي تطبيقات كوفيد-19 من قيود الخصوصية العامة.

## المشاكل

### درجة الاستخدام
عمل روس أندرسون، أستاذ هندسة الأمن في جامعة كامبريدج، على اقتراح عدد من المشاكل العملية المحتملة للأنظمة القائمة على التطبيقات، بما في ذلك الإيجابيات الكاذبة ومحدودية الكفاءة إذا اقتصر استخدام التطبيق على جزء صغير فقط من السكان. في سنغافورة، قام شخص واحد فقط من بين كل ثلاثة بتنزيل تطبيق تريس توغيذر بحلول نهاية شهر يونيو عام 2020، رغم فرضه قانونيًا على معظم العمال؛ كان التطبيق أيضًا قليل الاستخدام نظرًا لضرورة إبقائه مفتوحًا في جميع الأوقات على أجهزة أي أو إس.
قام فريق من جامعة أكسفورد بمحاكاة تأثير تطبيق تتبع المخالطين على مدينة يبلغ عدد سكانها مليون شخص. قدّروا أنه إذا استُخدم التطبيق بالإضافة إلى اتباع وسائل الوقاية من قبل الأفراد الذين تتجاوز أعمارهم 70 عامًا، سيتعين على 56% من السكان استخدام التطبيق لمنع انتقال الفيروس. وهذا يعادل 80% من مستخدمي الهواتف الذكية في المملكة المتحدة. تبين أن التطبيق بإمكانه إبطاء انتشار الفيروس حتلى لو حمّله عدد أقل من الأشخاص، فيمنع إصابة واحدة لكل مستخدم أو مستخدمين.
في أغسطس عام 2020، ذكر الاتحاد الأمريكي للحريات المدنية إن هناك تباينات في الهواتف الذكية بين التركيبة السكانية ومجموعات الأقليات، وأنه «حتى أكثر أنظمة التتبع شمولًا وتطورًا تبقى محدودة الفعالية بدون وجود أنظمة اجتماعية وطبية لمساعدة المعرضين للفيروس -بما في ذلك الوصول إلى الرعاية الطبية والاختبارات ودعم الخاضعين للحجر».

### قيود متجر التطبيقات (آب ستور)
لتدارك المخاوف بشأن انتشار التطبيقات المضللة أو المؤذية، وضعت شركات أبل وغوغل وأمازون قيودًا على أنواع المؤسسات التي يمكنها إضافة التطبيقات ذات الصلة بفيروس كورونا إلى متجر التطبيقات الخاص بها، وقصرتها على المؤسسات «الرسمية» أو ذات السمعة الطيبة.

### المبادئ الأخلاقية للمراقبة الجماعية باستخدام تطبيقات تتبع المخالطين لمرضى كوفيد-19
أدى ظهور تطبيقات تتبع المخالطين لمرضى كوفيد-19 إلى مخاوف بشأن الخصوصية وحقوق مستخدمي التطبيق والسلطة الحكومية. حددت الاتفاقية الأوروبية لحقوق الإنسان والعهد الدولي الخاص بالحقوق المدنية والسياسية والأمم المتحدة ومبادئ سرقوسة أربعة مبادئ يجب مراعاتها عند النظر في الجانب الأخلاقي للمراقبة الجماعية باستخدام تطبيقات تتبع المخالطين لمرضى كوفيد-19. هذه المبادئ هي الضرورة والنسبية والصحة العلمية ومحدودية الوقت.

### مخاوف بشأن الخصوصية والتمييز والتهميش
نشر الاتحاد الأمريكي للحريات المدنية مجموعة من المبادئ لتتبع جهات الاتصال بمساعدة التكنولوجيا وأصدرت منظمة العفو الدولية وأكثر من 100 منظمة أخرى بيانًا يدعو إلى فرض قيود على هذا النوع من المراقبة. أعلنت المنظمات ثمانية شروط على المشاريع الحكومية:
1. يجب أن تكون المراقبة «قانونية وضرورية ومتناسبة»؛
2. يجب أن يكون لتوسيعات الرصد والمراقبة شروط انقضاء؛
3. يجب أن يقتصر استخدام البيانات على أغراض كوفيد-19؛
4. يجب حماية أمن البيانات وإخفاء الهوية وإظهار أدلة على هذه الحماية؛
5. يجب أن تتصدى المراقبة الرقمية لخطر تفاقم التمييز والتهميش؛
6. يجب أن تتم أي مشاركة للبيانات مع طرف ثالث بموجب القانون؛
7. يجب أن تكون هناك ضمانات ضد الانتهاكات مع حماية حقوق المواطنين في الرد على هذه الانتهاكات؛
8. ستكون هناك حاجة إلى «مشاركة هادفة» من قبل جميع «أصحاب المصلحة المعنيين»، بما في ذلك مشاركة خبراء الصحة العامة والفئات المهمشة.

أصدر نادي كايوس الألماني للحاسوب ومراسلون بلا حدود أيضًا قوائم تدقيق.